# Matmata
|  | Aquest article tracta sobre la localitat de Tunísia. Si cerqueu la tribu berber, vegeu «Matmata (berbers)». |

Matmata (àrab: مطماطة, Maṭmāṭa o مطماطة القديمة, Maṭmāṭa al-Qadīma, ‘Matmata l'Antiga’) és un poble de Tunísia en la governació de Gabès, situat uns 35 km al sud-oest de Gabès. La localitat fou destruïda en bona part per les inundacions del 1969 i només parcialment reconstruïda (la nova Matmata es va construir a 15 km al nord, tot formant una nova vila). Té una població de poc més de 2.000 habitants. És a uns 630 metres sobre el nivell del mar, als contraforts del Djebel Dahar. És capçalera d'una delegació amb 7.013 habitants.

## Economia
L'economia està basada en el turisme (serveis o directament) i l'agricultura.

## Cases troglodites
Característic de la ciutat i de la regió són les anomenades cases troglodites, cases construïdes excavant la muntanya, amb un gran pati obert al mig que serveix per a la ventilació de les habitacions. D'aquesta manera les cases eren fàcilment defensables, a més de quedar de fet amagades a la vista, des de lluny. D'altra part, el fet d'estar construïdes sota terra les protegeix del fred a l'hivern i de la calor a l'estiu. El principal inconvenient, tanmateix, és que, en cas de forts aiguats, l'aigua de pluja té problemes per a desaiguar i la muntanya, en ser d'arena i no de pedra, es pot enfonsar fàcilment.

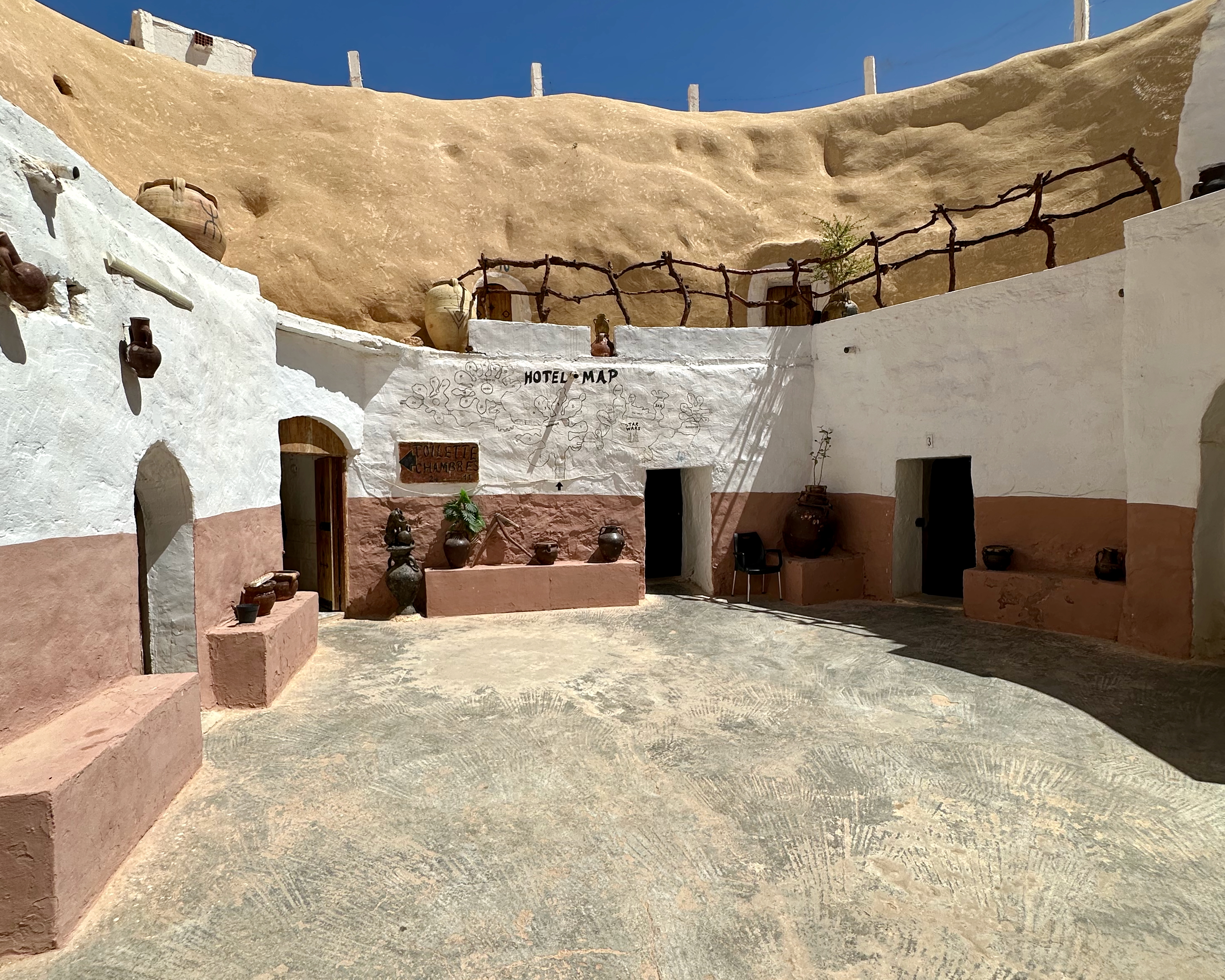
Hotel Sidi Dris

Les cases són un gran atractiu turístic. Algunes s'han convertit en hotel. A més, algunes han esdevingut escenari de rodatges. L'hotel Sidi Dris es va utilitzar per a rodar La guerra de les galàxies, de George Lucas.
Les cases tenen diverses habitacions, cuina, bany, i tot el necessari, però en l'actualitat hi ha poca gent que encara hi visqui. Es calcula que actualment amb prou feines hi resideixen una cinquantena de famílies, en alguns casos per poder viure del turisme tot mostrant-les als visitants. En la majoria de casos les cases s'han modernitzat, dotant-les d'electricitat i de millors cuines i mobiliari.

## Administració
És el centre de la delegació o mutamadiyya homònima, amb codi geogràfic 51 58 (ISO 3166-2:TN-12), dividida en tres sectors o imades:
- Matmata (51 58 51)
- Techine (51 58 52)
- Tamazrat (51 58 53)

Al mateix temps, forma una municipalitat o baladiyya (codi geogràfic 51 17).

## Galeria d'imatges

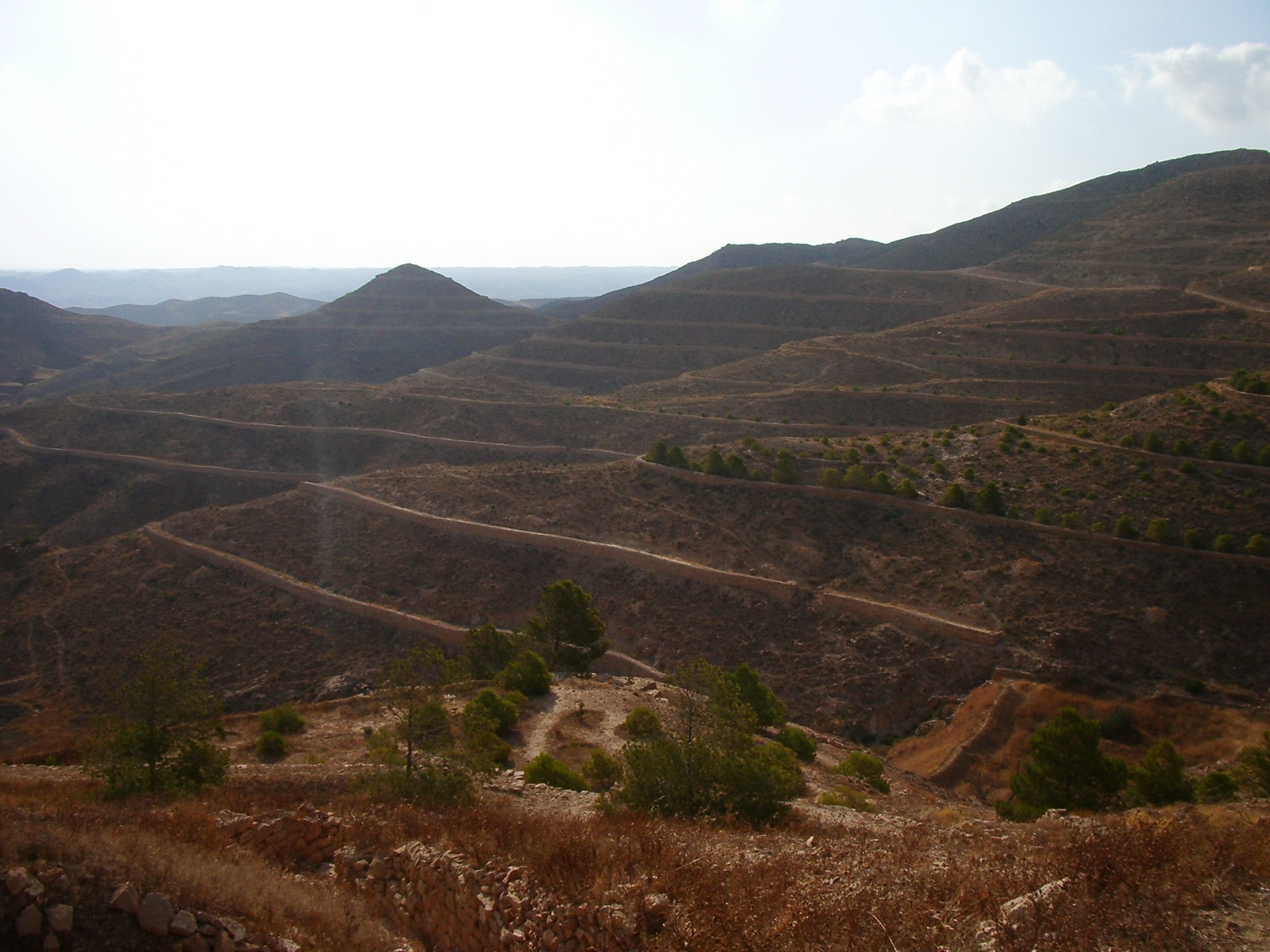
Muntanyes a la vora de Matmata
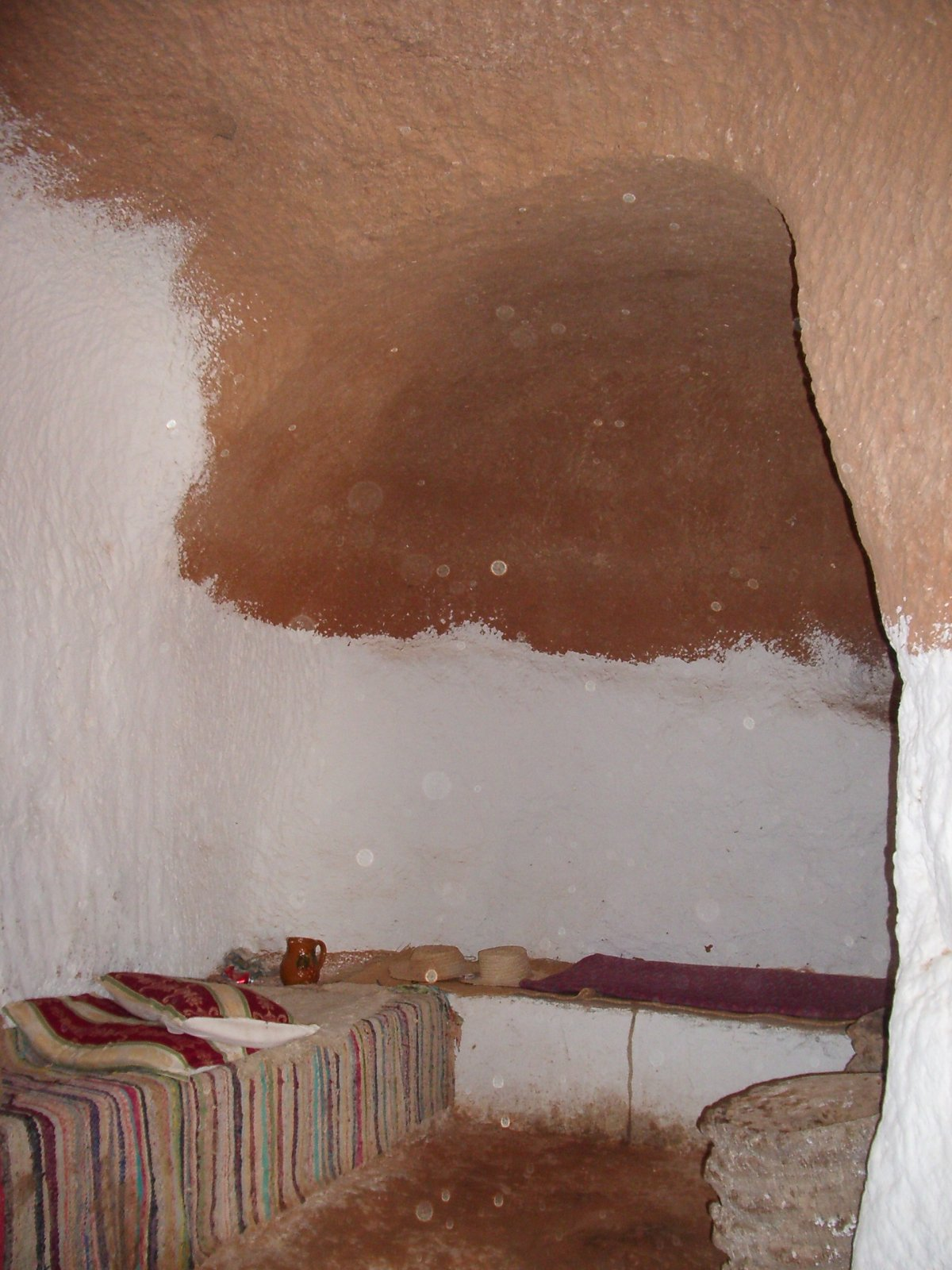
Cambra d'una casa troglodita
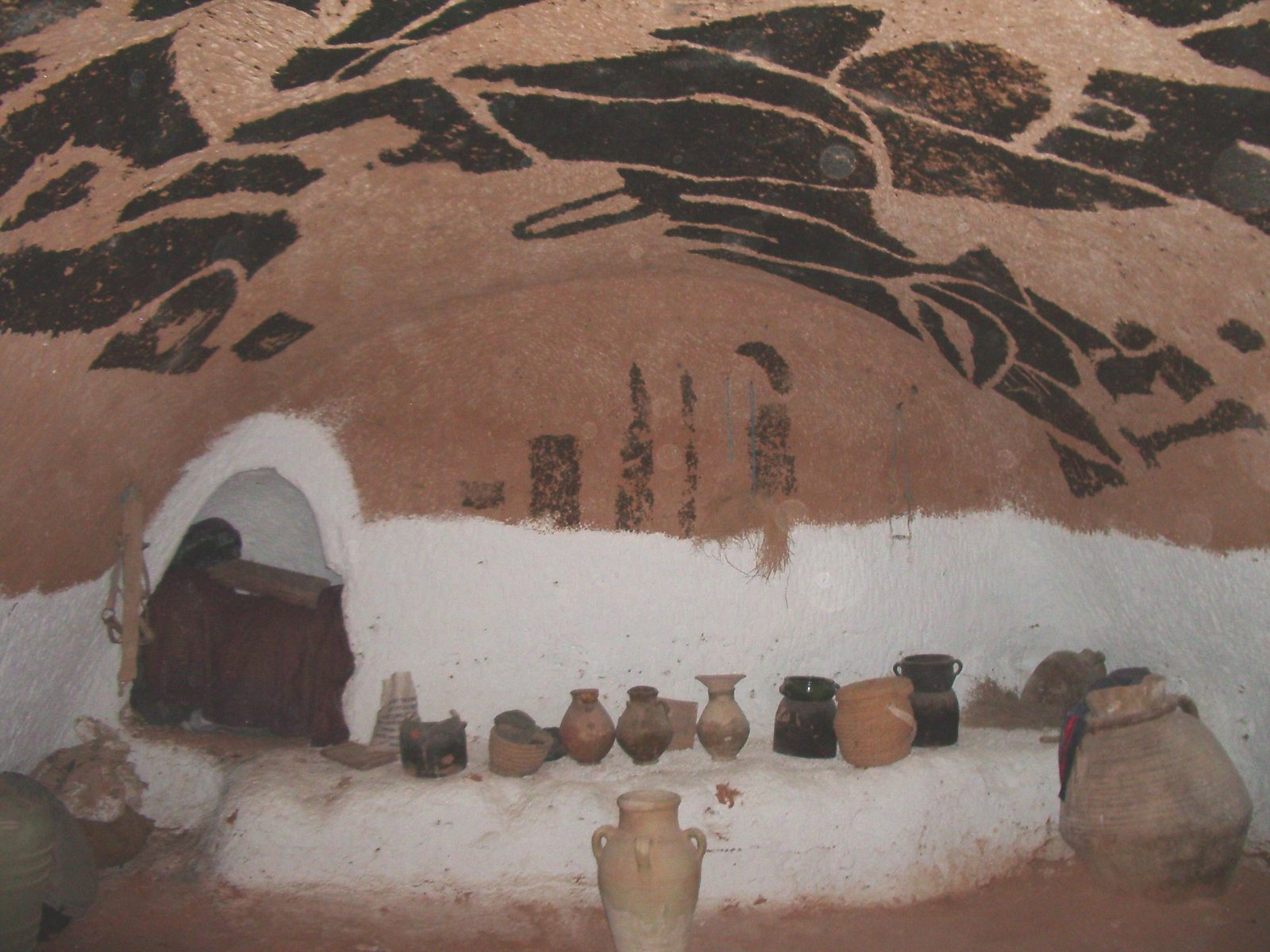
Pintures en una casa troglodita
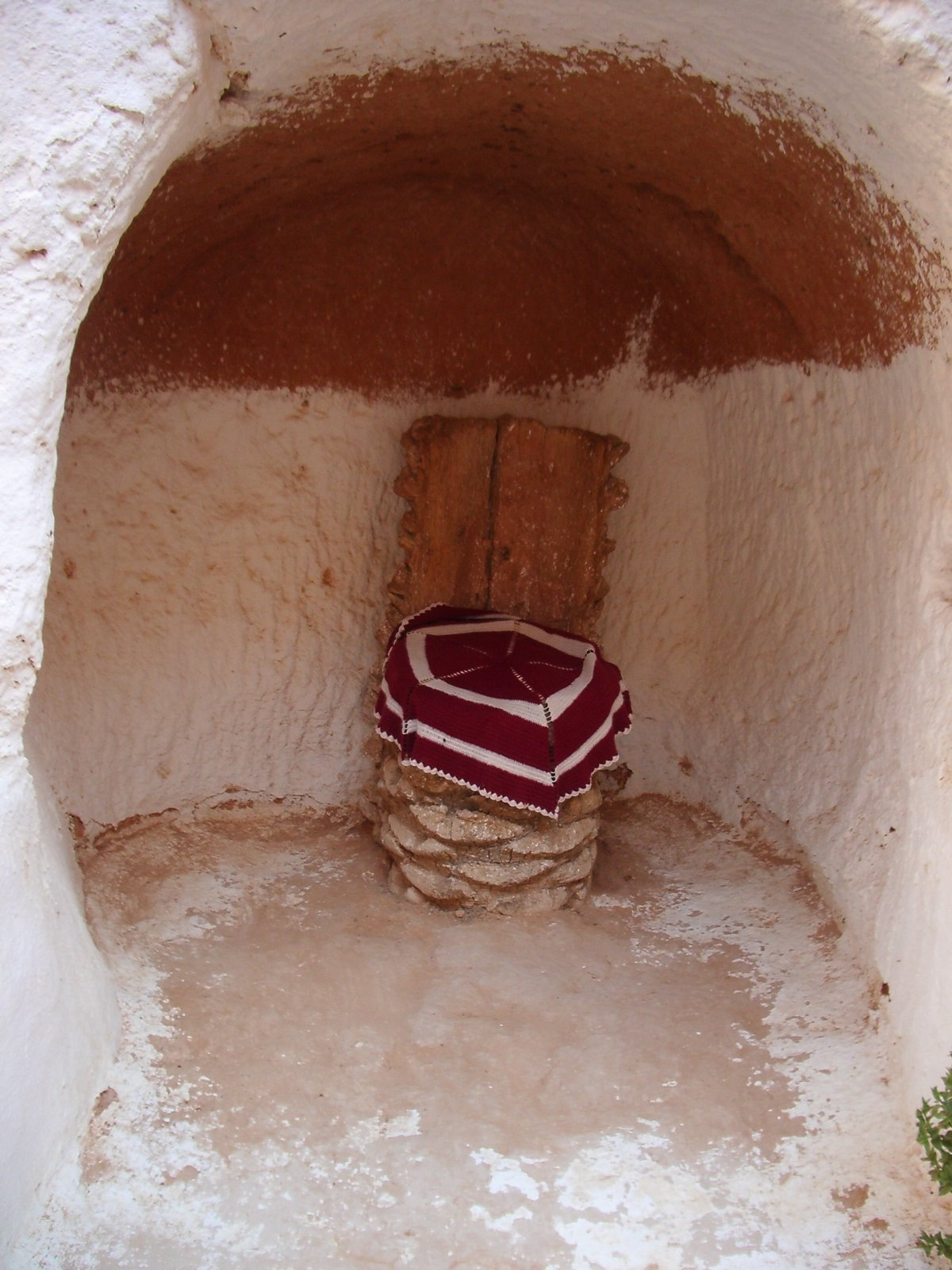
Vàter d'una casa troglodita
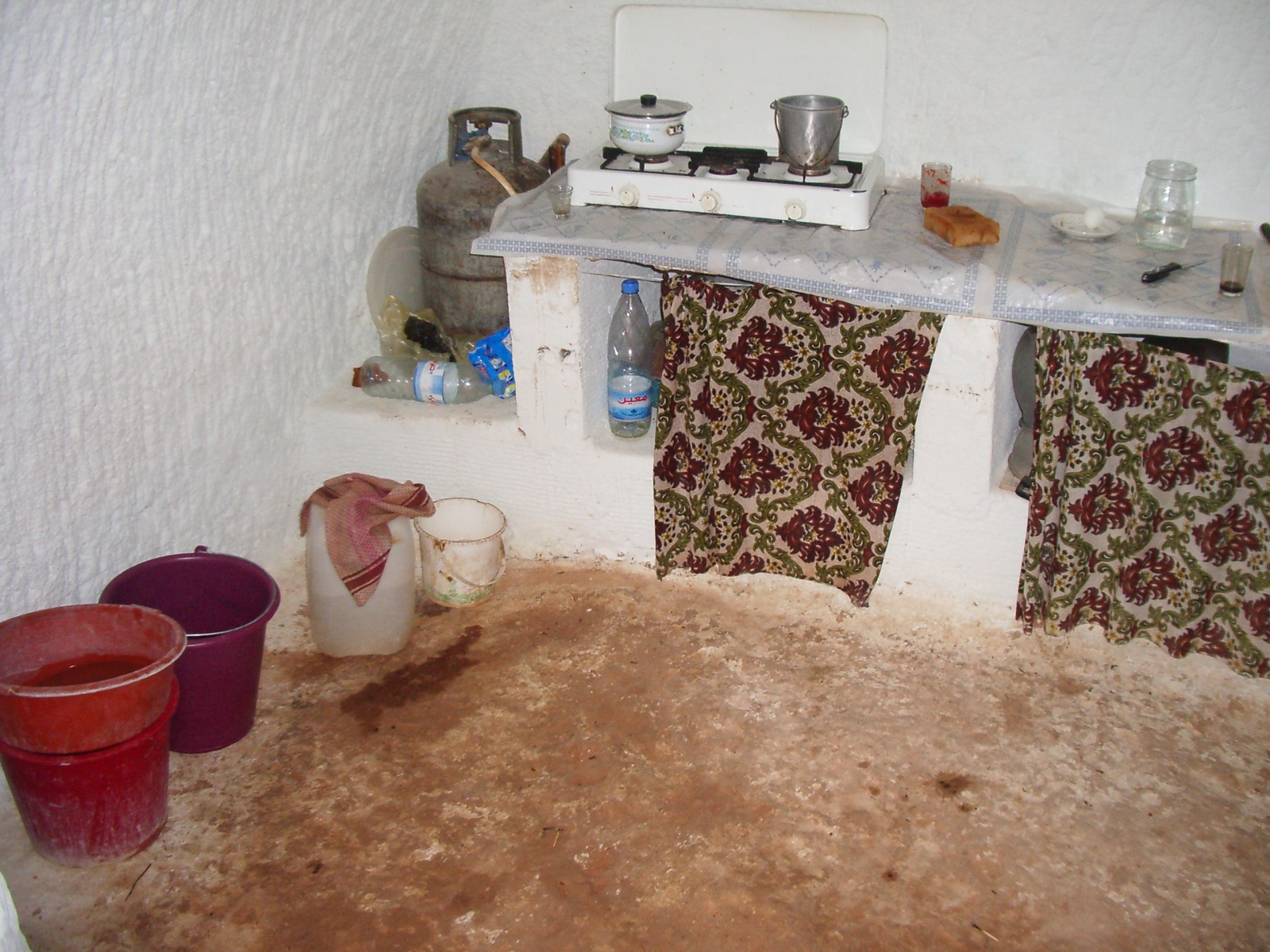
Cuina d'una casa troglodita
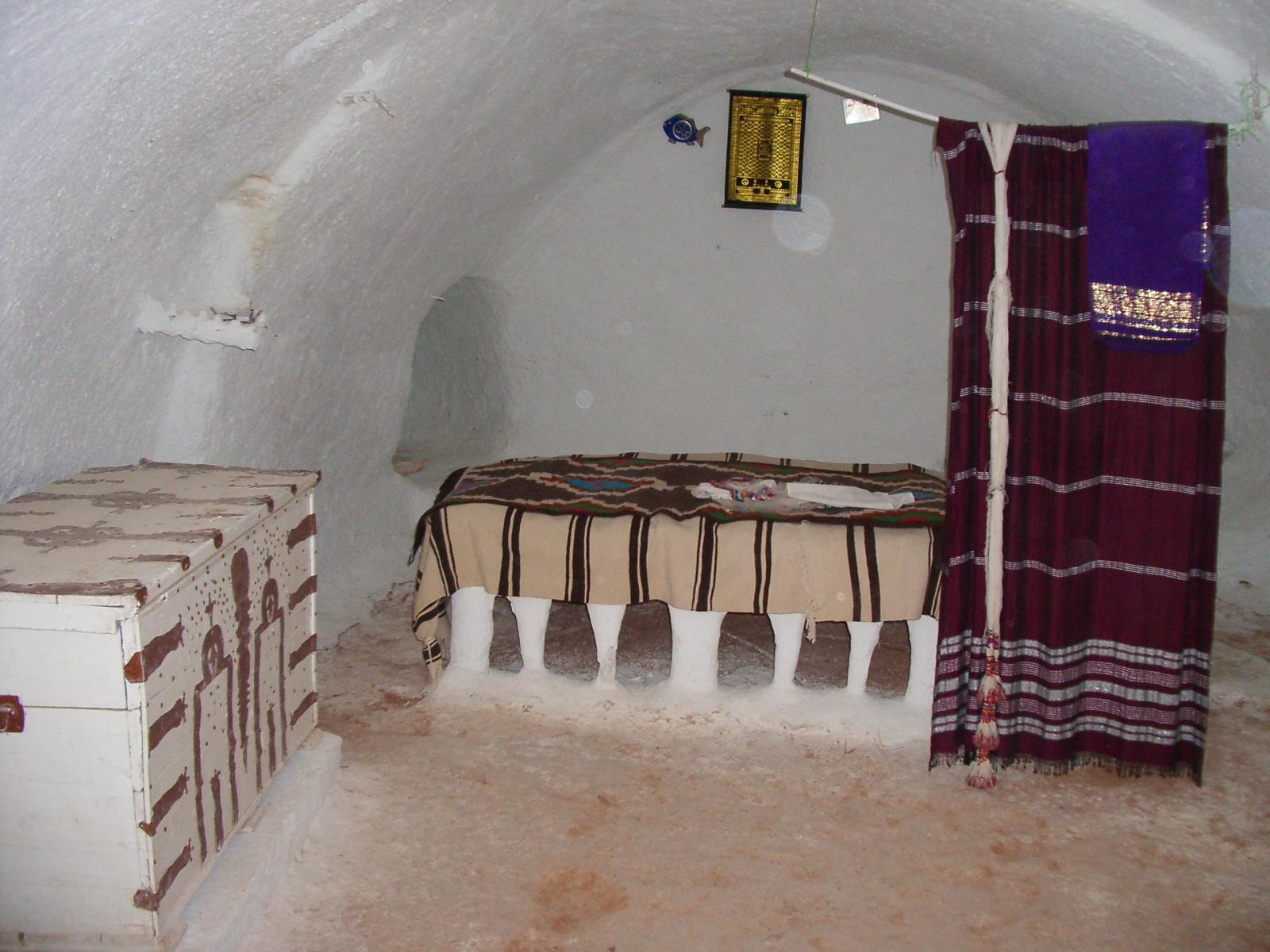
Cambra d'una casa troglodita
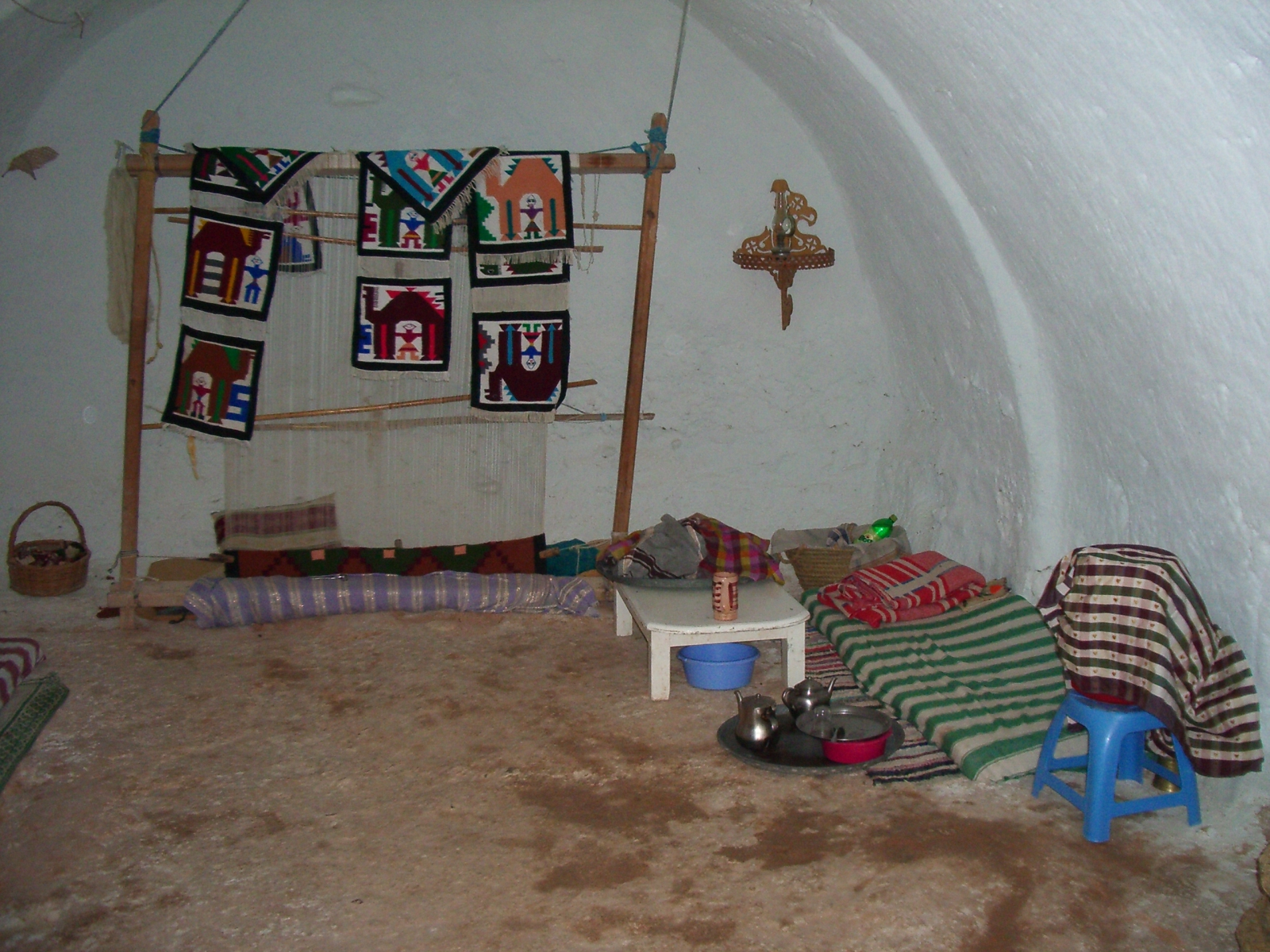
Cambra d'una casa troglodita
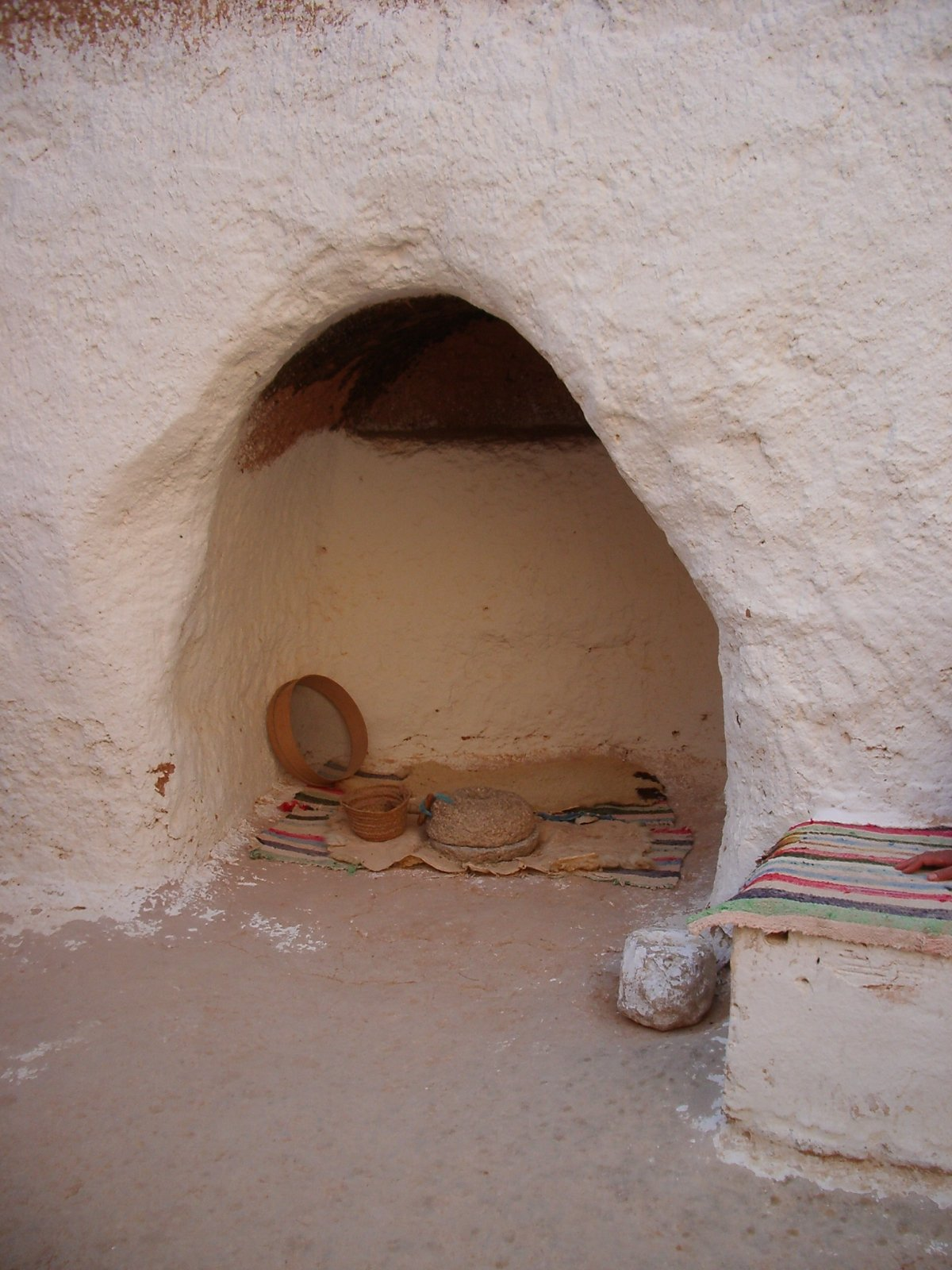
Cambra d'una casa troglodita
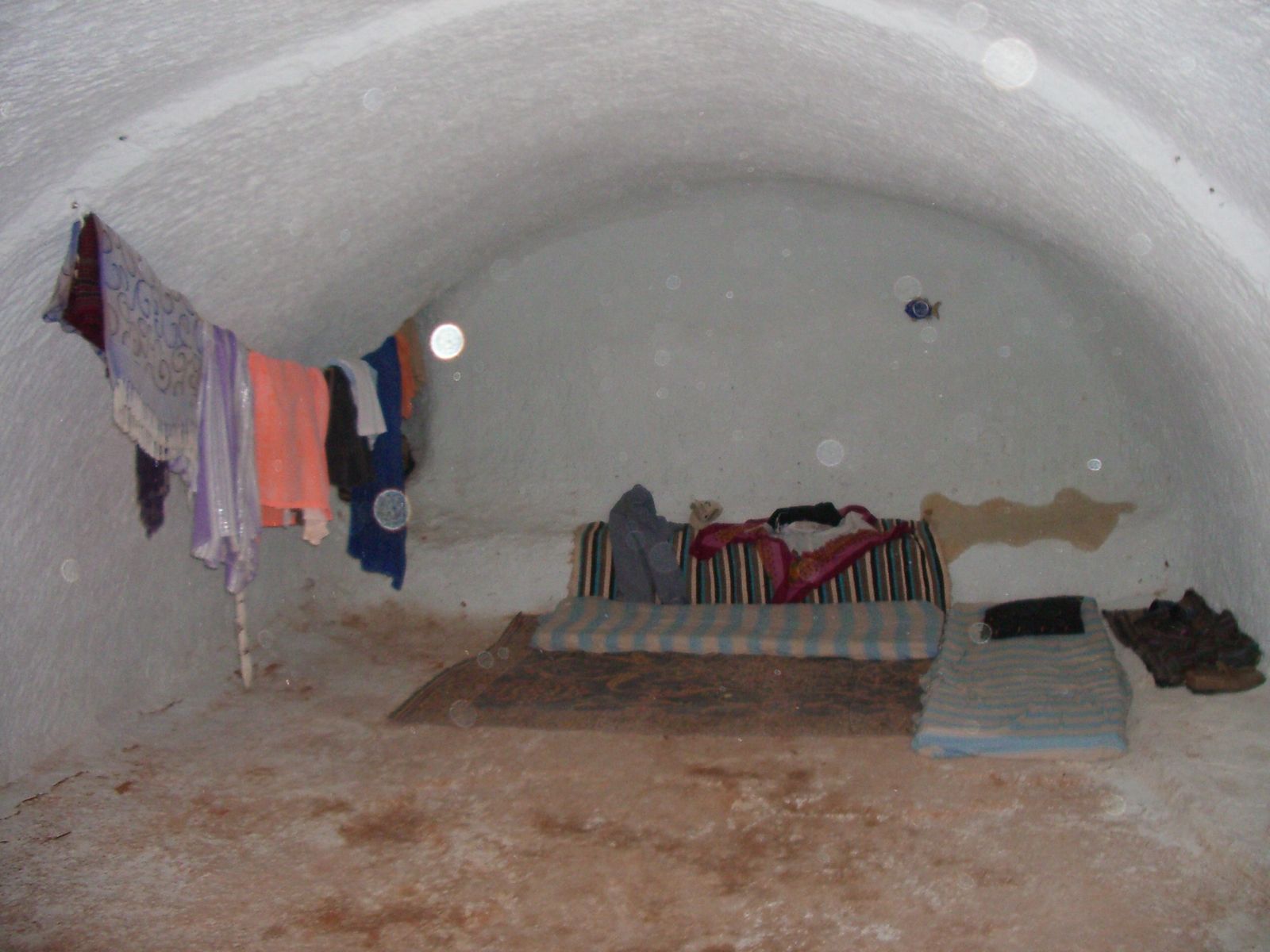
Cambra d'una casa troglodita